# Вишња вас
Вишња вас (словен. Višnja vas) је насељено место у општини Војник, Савињска регија, Словенија.

## Историја
До територијалне реорганизације у Словенији била је у саставу старе општине Цеље.

## Становништво
У попису становништва из 2011. године, Вишња вас је имала 233 становника.
| Број становника према пописима | Број становника према пописима | Број становника према пописима |
| ------------------------------ | ------------------------------ | ------------------------------ |
| 1991                           | 2002                           | 2011                           |
| 217                            | 239                            | 233                            |

Напомена: Године 2009. извршена је мања размена територије између насеља Вишња вас и Војник.